# NGC 5724
NGC 5724 (również PGC 52360) – gwiazda znajdująca się w gwiazdozbiorze Wolarza. Jeden z najsłabiej widocznych obiektów skatalogowanych w New General Catalogue. Zaobserwował ją 16 kwietnia 1855 roku R.J. Mitchell (asystent Williama Parsonsa) i uznał za obiekt typu „mgławicowego”. Wiele katalogów i baz obiektów astronomicznych błędnie podaje, że to galaktyka.